# Leif Printzlau
Leif Printzlau (ur. 16 grudnia 1948 w Nyborgu) – duński piłkarz występujący na pozycji pomocnika.

## Kariera klubowa
Printzlau przez całą karierę występował w zespole BK Frem. W sezonach 1967 oraz 1976 wywalczył z nim wicemistrzostwo Danii.

## Kariera reprezentacyjna
W reprezentacji Danii Printzlau zadebiutował 25 września 1968 w przegranym 0:3 meczu eliminacji Mistrzostw Świata 1970 z Czechosłowacją. W 1972 roku został powołany do kadry na Letnie Igrzyska Olimpijskie, zakończone przez Danię na drugiej rundzie. W latach 1968–1972 w drużynie narodowej rozegrał 6 spotkań i zdobył 1 bramkę.